# Orville, Orne

Orville este o comună în departamentul Orne, Franța. În 1 ianuarie 2018 avea o populație de 105 de locuitori.